# Gmina Świecie
Die Gmina Świecie ([ˈɕfʲɛtɕɛ], Ausspracheⓘ) ist eine Stadt-und-Land-Gemeinde im Powiat Świecki der Woiwodschaft Kujawien-Pommern in Polen. Sitz des Powiats und der Gemeinde ist die gleichnamige Stadt (deutsch Schwetz an der Weichsel) mit etwa 26.000 Einwohnern.

## Geographie
Die Gemeinde erstreckt sich über das Westufer der Weichsel. Ihr Hauptort liegt an der Einmündung der Wda (Schwarzwasser). Sie grenzt an die Stadt Chełmno (Kulm). Die Stadt Grudziądz (Graudenz) liegt fünf Kilometer nordwestlich.

## Geschichte
Im Rahmen der Ersten Teilung Polens 1772 kam das Gemeindegebiet an Preußen. Im Jahr 1919 wurde es Teil des wiederentstandenen Polen und war von 1939 bis 1945 im Zweiten Weltkrieg deutsch besetzt. Noch vor Kriegsende kam das Gebiet wieder an Polen.
Die Landgemeinde bestand von 1934 bis 1954 und wurde 1973 neu gebildet, 1975 kam die Stadtgemeinde hinzu und die Gemeinde erhielt ihren heutigen Status. Von 1975 bis 1998 gehörte sie zur Woiwodschaft Bydgoszcz (Bromberg).

### Partnerstädte und -gemeinden
- Offida (Italien)
- Pieszyce (Peterswaldau, Polen)
- Perth (Australien)
- Gernsheim (Deutschland)

## Gliederung
Die Stadt-und-Land-Gemeinde umfasst eine Fläche von 174,8 km² und besteht aus der Stadt und 13 Dörfern mit einem Schulzenamt (sołectwo).
(Ortsnamen mit einem * bezeichnen ein Dorf mit Schulzenamt)
| Polnischer Name                  | Deutscher Name                                       |
| -------------------------------- | ---------------------------------------------------- |
| * Chrystkowo                     | Krystkowo (1873–1945 Christfelde)                    |
| Czapelki                         | Klein Zappeln (1942–1945 Kleinzappeln)               |
| * Czaple                         | Groß Zappeln (1942–1945 Großzappeln)                 |
| Dolne Sartowice                  | Nieder Sartowitz (1942–1945 Niedersarten)            |
| Dolne Święte                     | Nieder Schwenten (1942–1945 Niederschwenten)         |
| Drozdowo                         | Drosdowo                                             |
| * Dworzysko                      | Dworzysko (1874–1945 Wilhelmsmark)                   |
| Dziki                            | Dziki (1942–1945 Seikau)                             |
| Ernestowo                        | Ernsthof                                             |
| * Głogówko Królewskie            | Königlich Glugowko (1942–1945 Königsglugau)          |
| Górny Sartowice                  | siehe Sartowice                                      |
| Górny Święte                     | Ober Schwenten (1942–1945 Oberschwenten)             |
| * Gruczno                        | Gruczno (1939–1942 Grutschno, 1942–1945 Grützen)     |
| * Kosowo                         | Kossowo (1878–1945 Fliederhof)                       |
| * Kozłowo                        | Koslowo (1942–1945 Kostlau)                          |
| Mały Konopat                     | Klein Deutsch Konopath (1942–1945 Hanffelde)         |
| Marianki                         | Marienhöhe                                           |
| Morsk                            | Morsk (1942–1945 Schloßdorf)                         |
| Niedźwiedź                       | Niedwitz (1942–1945 Bärental)                        |
| Nowe Dobra                       | Neuguth (1942–1945 Neugut)                           |
| * Polski Konopat                 | Polnisch Konopath (1942–1945 Hanfgut)                |
| Przechówko                       | Klein Przechowo (1875–1945 Wintersdorf)              |
| Przechowo                        | Przechowo (1876–1945 Schönau)                        |
| * Sartowice oder Górny Sartowice | Sartowitz oder Ober Sartowitz (1942–1945 Obersarten) |
| Skarszewo                        | Skarszewo (1939–1942 Skarschewo, 1942–1945 Karsau)   |
| * Sulnówko                       | Sullnowko (1942–1945 Sulndorf)                       |
| * Sulnowo                        | Sullnowo (1908–1945 Sulnau)                          |
| Świecie                          | Schwetz                                              |
| Terespol Pomorski                | Terespol (1942–1945 Terzelwald)                      |
| * Topolinek                      | Topolinken (1942–1945 Pappelhuben)                   |
| * Wiąg                           | Jungen                                               |
| Wielki Konopat                   | Groß Deutsch Konopath (1942–1945 Hanfdorf)           |
| Wyrwa                            | Wirwa                                                |

## Verkehr
Der Bahnhof Terespol Pomorski liegt an der Bahnstrecke Chorzów–Tczew. Der Bahnhof Świecie nad Wisłą war Beginn der nahezu stillgelegten Bahnstrecke Świecie nad Wisłą–Złotów.

## Persönlichkeiten
- Bernhard Turley (1831–1908), Bergbeamter und Journalist; geboren in Przechowo
- Aurel Krause (1848–1908), Naturforscher und Ethnologe; geboren in Polnisch Konopath
- Arthur Krause (1851–1920), Naturforscher und Entdeckungsreisender; geboren in Polnisch Konopath
- Franz Adolf von Gordon (1865–1942), Politiker; geboren in Polnisch Konopath
- Oskar Loerke (1884–1941), Dichter des Expressionismus; geboren in Jungen
- Paul Boldt (1885–1921), Lyriker; geboren in Christfelde.
- Franz Bulitta (1900–1974), Geistlicher Rat und katholischer Pfarrer, Bischöflicher Kommissar für den Kreis Schwetz